# Pinnatella amblyphylla
Pinnatella amblyphylla är en bladmossart som beskrevs av Johannes Enroth 1994. Pinnatella amblyphylla ingår i släktet Pinnatella och familjen Neckeraceae. Inga underarter finns listade i Catalogue of Life.